# Aanen Moody
Aanen Moody (Dickinson (Dakota del Norte), 15 de enero de 1998) es un baloncestista estadounidense que pertenece a la plantilla del Club Ourense Baloncesto de la Liga LEB Oro. Con 1,91 metros de estatura, juega en la posición de escolta.

## Trayectoria deportiva
Puede alternar las posiciones de base y escolta y es natural del Dickinson (Dakota del Norte), formado en la Dickinson High School de su ciudad natal hasta 2017. 
En 2017, ingresó en la Universidad de Dakota del Norte, situada en Grand Forks, Dakota del Norte, donde tras pasar la primera temporada en blanco, en las dos siguientes formaría parte de los North Dakota Fighting Hawks con el que disputó la NCAA desde 2017 a 2020. 
En 2020, ingresó en la Universidad de Southern Utah, ubicada en Cedar City, Utah, con el que disputó dos temporadas la NCAA con los Southern Utah Thunderbirds desde 2020 a 2022. 
En 2022, emprende su última período universitario e ingresa en la Universidad de Montana - Missoula, situada en Missoula, Montana, con el que disputa durante dos temporadas la NCAA con los Montana Grizzlies hasta 2024.
Tras no ser elegido en el Draft de la NBA de 2024, el 13 de junio de 2024, firma por el Club Ourense Baloncesto de la Liga LEB Oro.